# Jean Pierre Bergeret
Jean Pierre Bergeret fue un médico y botánico francés ( 1752 , Oloron , Béarn - 28 de marzo de 1813, París).
Estudia cirugía y botánica con Bernard de Jussieu (1699-1777) en París. A pesar de que no asistió a ninguna escuela de medicina, recibió de manera excepcional el título de Doctor.
Fue famoso por haber publicado la Phytonomatotechnie universelle, c'est-à-dire l'Art de donner aux plantes des noms tirés de leurs caractères, nouveau système au moyen duquel on peut de soi-même, sans le secours d'aucun livre, nommer toutes les plantes qui croissent sur la surface de notre globe... (Fitonomatotecnia universal, es decir, el arte de dar nombres a las plantas por sus caracteres, nuevo sistema mediante el cual uno puede por sí mismo sin la ayuda de cualquier libro, dar nombre de todas las plantas que crecen en la superficie de nuestro planeta...) (editado por el autor, en tres volúmenes, 1783-1784). Su idea fue establecer un código basado en trece letras para la denominación de las plantas de acuerdo a sus características para reducir la descripción de la especie. La lectura de un nombre de una planta, por ejemplo, LUPXYGVEAHQEZ (Eranthis hyemalis Salisb. in L., 1807), permitiendo conocer la forma y la estructura de los frutos, del pistilo, de los estigmas, de la corola, etc.
El libro, que no tuvo más de 200 copias y se convirtió en una rareza, no fue seguido por ningún botánico, incluso por los opositores al sistema propuesto por Carlos Linneo (1707-1778). Las planchas acompañantes de la Phytonomatotechnie universelle son notables.
No confundirse a Jean-Pierre Bergeret con un homónimo, igualmente botánico: Jean Bergeret (1751-1813) autor de una Flore des Basses-Pyrénées.
- La abreviatura «J.P.Bergeret» se emplea para indicar a Jean Pierre Bergeret como autoridad en la descripción y clasificación científica de los vegetales.[2]